# حياة بحرية

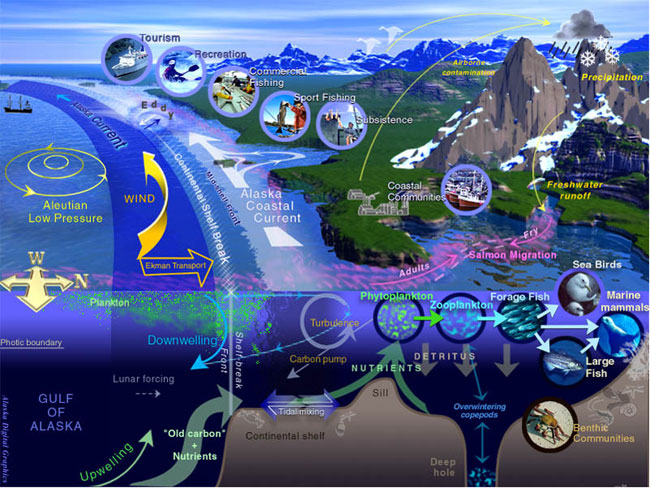
الخصائص العامة للنظام البيئي البحري الكبير (خليج الاسكا)

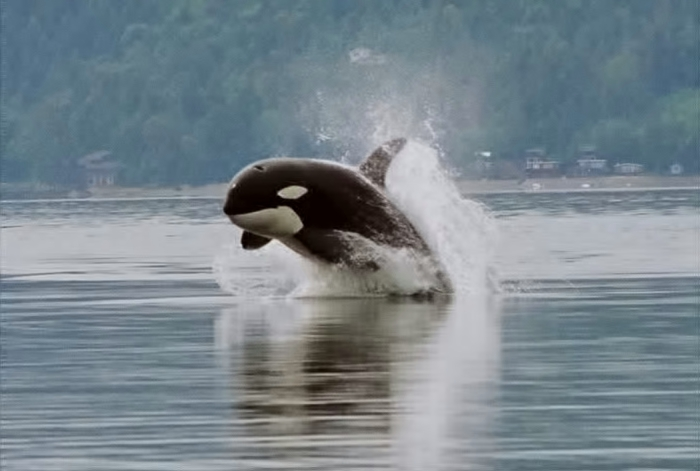
الحيتان القاتلة (orca) هي حيوانات بحرية مفترسة ضخمة تصطاد العديد من الأنواع الاخرى الكبيرة. لكن معظم النشاط البيولوجي في المحيط يحدث بين الكائنات البحرية المجهرية التي لا يمكن رؤيتها بالعين المجردة منفردةً، مثل البكتيريا البحرية والعوالق النباتية

الحياة البحرية أو الحياة في المحيطات، تشمل النباتات والحيوانات والكائنات الحية الأخرى التي تعيش في المياه المالحة للبحر أو المحيط، أو المياه قليلة الملوحة في مصبات الأنهار الساحلية.

## نبذة
على المستوى الأساسي، تؤثر الحياة البحرية في طبيعة الكوكب. تنتج الكائنات البحرية، ومعظمها كائنات دقيقة، الأكسجين وتحبس الكربون. تتشكل السواحل جزئيًا وتحميها الحياة البحرية، بل إن بعض الكائنات البحرية تساعد على إنشاء أرض جديدة. مصطلح البحرية يأتي من اللاتينية (mare)، ما يعني البحر أو المحيط. توفر المحيطات نحو 90% من مساحة المعيشة على الكوكب.
تنمو أشكال النباتات مثل عشب البحر والطحالب في الماء، وهي الأساس لبعض النظم البيئية تحت الماء. تشكل العوالق الأساس العام للسلسلة الغذائية للمحيطات، لا سيما العوالق النباتية التي تُعد من المنتجين الرئيسيين. تُظهر اللافقاريات البحرية مجموعة واسعة من التكيفات للحياة في المياه قليلة الأكسجين، متضمنةً قنوات التنفس كما هو الحال في الرخويات. تمتلك الأسماك خياشيم بدلًا من الرئتين، مع أن بعض أنواع الأسماك، مثل السمكة الرئوية، تمتلك كلًا من الخياشيم والرئتين. تحتاج الثدييات البحرية، مثل الدلافين والحيتان وثعالب الماء والفقمات، إلى الصعود إلى السطح دوريًا لاستنشاق الهواء. يوجد أكثر من 200,000 نوع بحري موثق، مع إمكانية وجود مليوني نوع بحري لم يتم توثيقها بعد.
تتراوح الأنواع البحرية في الحجم من الميكروسكوبي، متضمنةً العوالق النباتية التي قد يصل حجمها إلى 0.02 ميكرومتر، إلى الحيتان الضخمة، الحيتان والدلافين وخنازير البحر، متضمنةً الحوت الأزرق، أكبر حيوان معروف يصل طوله إلى 33 مترًا. قُدرت الكائنات الحية الدقيقة البحرية، متضمنةً الطلائعيات والبكتيريا والفيروسات، بأنها تشكل نحو 70٪ - 90٪  من إجمالي الكتلة الحيوية البحرية. تدرسُ الحياة البحرية علميًا في كل من علم الأحياء البحرية وعلوم المحيطات البيولوجية.

## شبكة الغذاء البحري

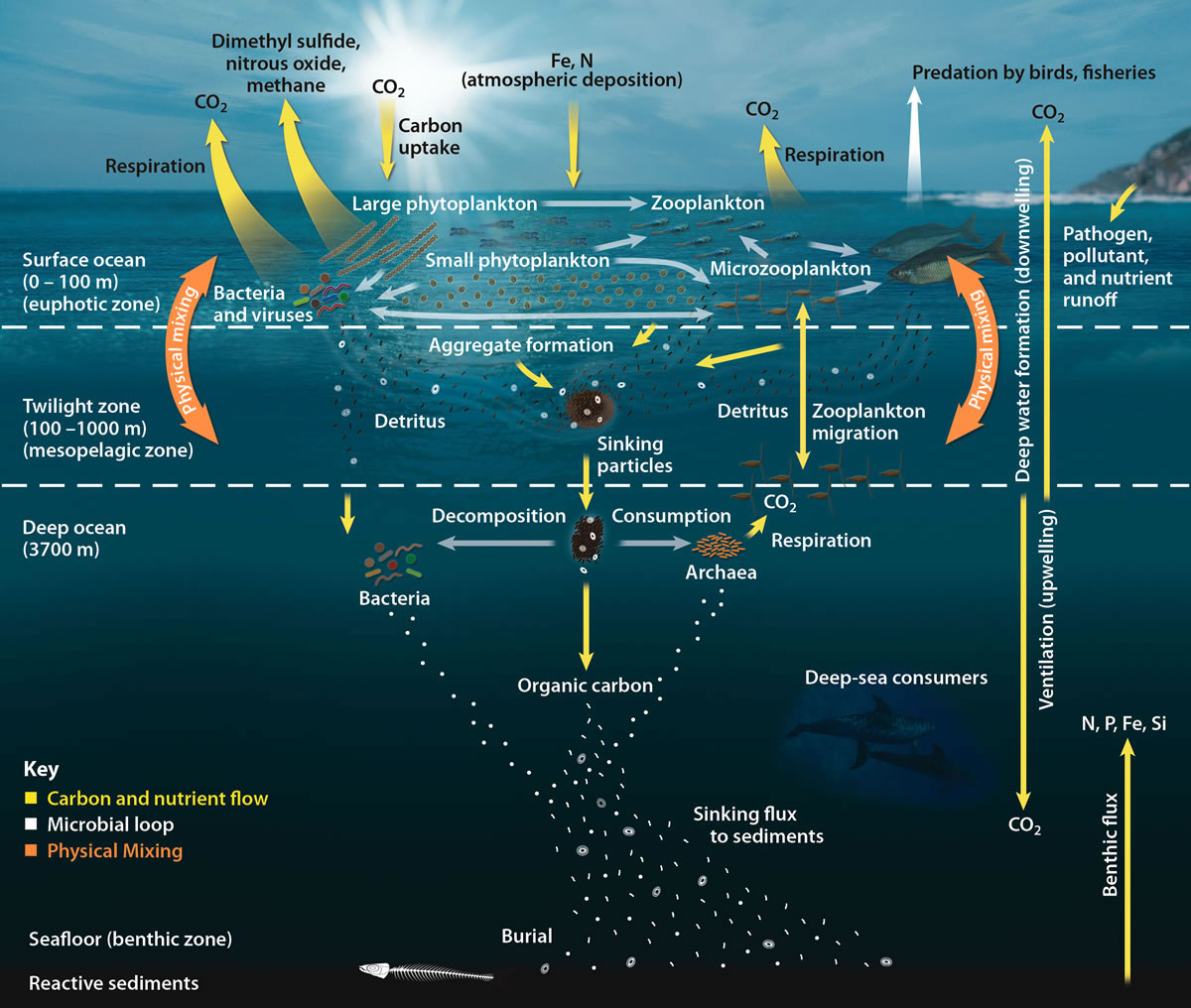
شبكة الغذاء البحرية

مقارنةً بالبيئات الأرضية، فإن هرم الكتلة الحيوية للبيئات البحرية يُعد مقلوبًا. أي إن الكتلة الحيوية للمستهلكين -مجدافيات الأرجل والكريل والجمبري وأسماك العلف- أكبر من الكتلة الحيوية للمنتجين الأساسيين. ذلك لأن المنتجين الأساسيين للمحيطات هي عوالق نباتية صغيرة تميل إلى أتباع استراتيجية النوع ر (r-strategists)، إذ تنمو وتتكاثر سريعًا، لذلك يكون للكتلة الصغيرة معدل إنتاج أولي سريع. بالمقابل، فإن المنتجين الأساسيين على اليابسة، مثل الغابات الناضجة، غالبًا ما تكون استراتيجيتهم من النوع ك (k-strategists)، أي أنها تنمو وتتكاثر ببطء، فتنشأ الحاجة إلى كتلة أكبر بكثير لتحقيق معدل الإنتاج الأولي ذاته.
بسبب هذا الانقلاب، تشكل العوالق الحيوانية معظم الكتلة الحيوية للحيوانات البحرية. بوصفهم مستهلكين أساسيين، فهم الرابط الأساسي بين المنتجين الأساسيين -العوالق النباتية أساسًا- وبقية شبكة الغذاء البحرية (المستهلكين الثانويين).
إذا ماتت العوالق النباتية قبل أن تؤكل، فإنها تنحدر عبر منطقة المضاءة جزءًا من الثلج البحري وتستقر في أعماق البحر. بهذه الطريقة، تحبس العوالق النباتية نحو 2 مليار طن من ثاني أكسيد الكربون في المحيط كل عام، ما يسبب تحول المحيط إلى حوض لثاني أكسيد الكربون يحتوي على نحو 90٪ من الكربون المحبوس.
سنة 2010، وجد الباحثون أن الحيتان تحمل العناصر الغذائية من أعماق المحيط إلى السطح باستخدام عملية تُسمى مضخة الحوت. تتغذى الحيتان في مستويات أعمق في المحيط حيث يوجد الكريل، لكنها تعود بانتظام إلى السطح للتنفس. تتغوط الحيتان سائلًا غنيًا بالنيتروجين والحديد. بدلاً من الغرق، يبقى السائل على السطح حيث تستهلكه العوالق النباتية. في خليج مين، توفر عملية مضخة الحوت نيتروجينًا أكثر مما توفره الأنهار.

## التأثيرات البشرية

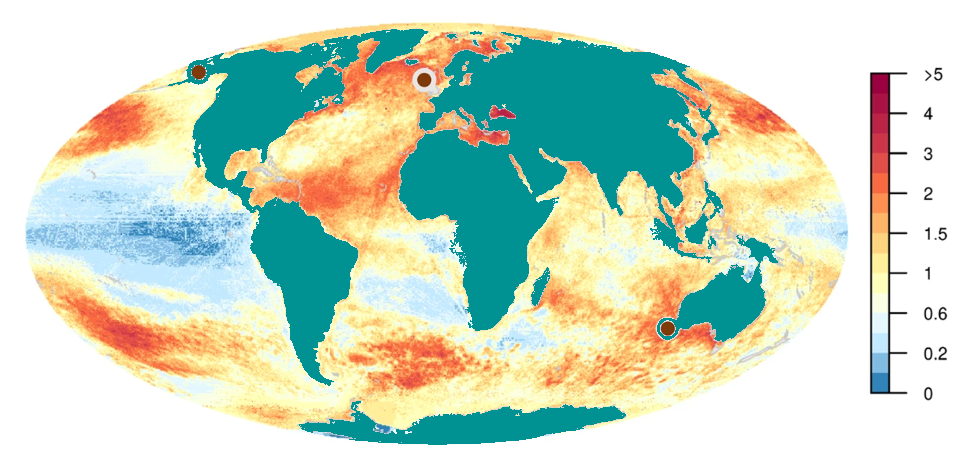
الأثر البشري التراكمي على المحيطات في العالم

تؤثر الأنشطة البشرية في الحياة البحرية والمواطن البحرية بواسطة الصيد الجائر والتلوث والتحمض وإدخال الأنواع الغريبة الغازية. تؤثر هذه الأمور في النظم البيئية البحرية والشبكات الغذائية وقد تؤدي إلى عواقب لا نعلم تداعياتها حتى الآن على التنوع الأحيائي واستمرار أشكال الحياة البحرية.